# جون راسيل (سياسي أمريكي، مواليد 1767)
جون راسيل (بالإنجليزية: John Russ)‏ هو قاضي وسياسي أمريكي، ولد في 29 أكتوبر 1767 في Ipswich, Massachusetts ‏ في الولايات المتحدة، وتوفي في 22 يونيو 1833 في هارتفورد في الولايات المتحدة. انتخب عضو مجلس نواب كونيتيكت وانتخب عضو مجلس النواب الأمريكي.